# Brisby och Nimhs hemlighet 2: Timmys färd till Nimh
Brisby och Nimhs hemlighet 2: Timmys färd till Nimh (originaltitel: The Secret of NIMH 2: Timmy to the Rescue) är en amerikansk animerad långfilm från 1998, i regi av Dick Sebast, som släpptes direkt till video. Filmens rollfigurer är baserad på Robert C. O'Briens bok Nimhs hemlighet från 1971.
I filmen förutspås mössen Jonathan och fru Brisbys yngste son, Timothy Brisby, att bli en hjälte såsom hans far hade varit. Timothy åker till Törndalen för att utbilda sig och väl där får han reda på att hans bror Martin är försvunnen. Tillsammans med en ung musflicka vid namn Jenny åker Timothy till NIMH (Nationella Institutet för Mental Hälsa) för att få reda på vad som har hänt de möss som en gång var där och för att se om han kan rädda sin bror.